# Rodney Crowell
Rodney Crowell (Houston, 7 agosto 1950) è un cantautore e produttore discografico statunitense, esponente di musica country.

## Biografia
Nato in Texas, inizia a suonare nei primi anni settanta, periodo in cui stringe amicizia con Guy Clark e Townes Van Zandt. Approda quindi a Nashville, patria della musica country e inizia a registrare dei brani con Jerry Reed. Collabora poi come chitarrista e autore con Emmylou Harris nella Hot Band. Nel 1978 decide di proporsi come solista: firma un contratto con la Warner Bros. Records e l'anno seguente produce il disco di debutto di Rosanne Cash. I due, oltre a collaborare artisticamente, si innamorano e si sposano. La carriera solista di Crowell comprende come prime pubblicazioni gli album Ain't Living Long Like This (1978), But What Will the Neighbors Think (1980) e Rodney Crowell (1981).
Negli anni seguenti incontra alcuni problemi sia nella vita privata, con il matrimonio che comincia a deragliare, che lavorativi, perché la Warner si rifiuta di pubblicare un suo album nel 1984.
Questo stesso disco, intitolato Street Language, viene pubblicato dalla Columbia Records due anni dopo (1986). 
Nel 1987 produce King's Records Shop, album di successo di Rosanne Cash, e poi riscontra personalmente la fama con Diamonds & Dirt, album che lo vede finalmente protagonista nelle vesti di cantautore. Vince il Grammy Awards 1990 con la canzone After All This Time ("miglior canzone country").
Nel 1991 divorzia da Rosanne Cash.
Verso la metà degli anni '90 pubblica alcuni dischi per la RCA Records, che tuttavia non hanno il successo sperato.
Ritorna attivo negli anni 2001-2003 con altri dischi per diverse etichette (Sugar Hill Records, Yep Roc Records e Columbia). Nel 2008 pubblica Sex & Gasoline, album in nomination ai Grammy Awards nella categoria "miglior album folk/americana contemporanea".
Nel 2013 pubblica un album collaborativo con Emmylou Harris, che si aggiudica il Grammy nella categoria "miglior album di americana".

## Premi
- Grammy Awards 1990 - miglior canzone country
- Americana Music Awards 2004 - canzone dell'anno
- Americana Music Awards 2006 - riconoscimento alla carriera
- Americana Music Awards 2013 - miglior duo/gruppo con Emmylou Harris
- Americana Music Awards 2013 - miglior album con Emmylou Harris
- Grammy Awards 2014 - miglior album americana con Emmylou Harris

## Vita privata
Dal 1979 al 1992 è stato sposato con Rosanne Cash, figlia di Johnny Cash. I due hanno anche collaborato spesso e hanno avuto tre figlie. Nel 1998 Crowell ha sposato la cantante Claudia Church.

## Discografia

### Album studio
- 1978 - Ain't Living Long Like This
- 1980 - But What Will the Neighbors Think
- 1981 - Rodney Crowell
- 1986 - Street Language
- 1988 - Diamonds & Dirt
- 1989 - Keys to the Highway
- 1992 - Life Is Messy
- 1994 - Let the Picture Paint Itself
- 1995 - Jewel of the South
- 2001 - The Houston Kid
- 2003 - Fate's Right Hand
- 2005 - The Outsider
- 2008 - Sex and Gasoline
- 2012 - Kin: Songs by Mary Karr & Rodney Crowell
- 2013 - Old Yellow Moon (con Emmylou Harris)
- 2014 - Tarpaper Sky
- 2018 - Strange Angels: In Flight with Elmore James
- 2017 - Close Ties
- 2019 - Texas
- 2021 - Triage
- 2023 - The Chicago Sessions

### Raccolte
- 1989 - The Rodney Crowell Collection
- 1993 - Greatest Hits
- 1995 - Soul Searchin'
- 2004 - The Essential Rodney Crowell